# Zbigniew Woźnicki
Zbigniew Woźnicki (ur. 21 czerwca 1958 w Budach-Grzybek, zm. 26 lutego 2008 w Grodzisku Mazowieckim) – polski kolarz, mistrz Polski, reprezentant Polski, olimpijczyk z Moskwy (1980).

## Kariera sportowa
W latach 1978–1983 był zawodnikiem MZKS Żyrardów. Startował zarówno na torze, jak i szosie. Jego największym sukcesem było mistrzostwo Polski w wyścigu amerykańskim (madisonie) w 1979 (razem z Andrzejem Barczykowskim). W tej samej konkurencji w 1981 zdobył srebrny, a w 1982 brązowy medal mistrzostw Polski. Brązowe medale MP zdobył również na 1000 m ze startu zatrzymanego (1980), 4000 m na dochodzenie (1978, 1980), długodystansowym wyścigu torowym (1978).
W 1980 był uczestnikiem Letnich Igrzysk Olimpijskich w Moskwie, gdzie odpadł w eliminacjach wyścigu indywidualnego oraz drużynowego na 4000 m na dochodzenie. Cztery razy brał udział w Mistrzostwach Świata, startując w wyścigu drużynowym na 4000 m na dochodzenie: 1978 (odpadł w eliminacjach), 1979 (8 m.), 1981 (4 m.), 1982 (odpadł w eliminacjach). Ponadto na mistrzostwach świata wystąpił także na 4000 m na dochodzenie indywidualnie w 1979 (odpadł w eliminacjach) oraz w długodystansowym wyścigu torowym (1981 - 7 m., 1982 - 9 m.).
W 1996 był jednym z założycieli Żyrardowskiego Towarzystwa Cyklistów. Był także trenerem kolarstwa.